# Ambopteryx
Ambopteryx longibrachium is een theropode dinosauriër, behorende tot de Maniraptora, die tijdens de late Jura leefde in het gebied van het huidige China.

## Vondst en naamgeving
In 2017 verwierf het Institute of Vertebrate Paleontology and Paleoanthropology te Beijing het skelet van een kleine theropode. Het was door plaatselijke boeren opgegraven bij het dorp Wubaiding in het onderdistrict Reshuitang nabij de stad Lingyuan in de provincie Liaoning. Op het eerste gezicht leek het stuk een vogel en werd na preparatie door Li Dahang toegewezen aan de paleoörnitholoog Wang Min ter beschrijving. Nader onderzoek wees echter uit dat het dier een extra verbening in de vleugel had ter ondersteuning van een vlieghuid. Een zulke structuur was eerst gemeld bij de dinosauriër Yi qi maar de gedachte dat dinosauriërs behalve veren nog tweede methode van vliegen hadden ontwikkeld, stuitte op weerstand. De vondst van een tweede soort met dezelfde aanpassing was dus van groot belang.
In 2019 werd de typesoort Ambopteryx longibrachium benoemd en beschreven door Wang, Jingmai Kathleen O’Connor, Xu Xing en Zhou Zhonghe, de belangrijkste nog levende Chinese paleontologen van het begin van de eenentwintigste eeuw. De geslachtsnaam is een combinatie van het Latijn ambo, "beide" en het Oudgrieks πτέρυξ, pteryx, "vleugel, veer", als verwijzing naar het feit dat het dier zowel en vlieghuid bezat als veren. De soortaanduiding betekent "lange arm" van het Latijn longus uit, "lang" en het Neolatijn brachium, "arm", een verwijzing naar de lange armen.
Het holotype, IVPP V24192, is gevonden in een laag van de Haifanggouformatie die dateert uit het Oxfordien, ongeveer 163 miljoen jaar oud. Het bestaat uit een vrijwel volledig en in verband liggend skelet met schedel, platgedrukt op een plaat en tegenplaat. Het omvat resten van de weke delen en het verenkleed. Het betreft een jongvolwassen of wellicht volwassen dier.

## Beschrijving

### Grootte en onderscheidende kenmerken
Ambopteryx heeft een geschatte lengte van tweeëndertig centimeter. De vleugelspanwijdte is een kleine halve meter. Het gewicht werd berekend op 306 gram.
De beschrijvers wisten enkele onderscheidende kenmerken vast te stellen. Drie daarvan zijn autapomorfieën, unieke afgeleide eigenschappen. De ellepijp is tweemaal breder dan het spaakbeen. De staart is kort en mist een duidelijk overgangspunt naar de middenstaart, eindigend in een pygostyle, een vergroeid staartuiteinde. Het achterblad van het darmbeen is recht en staafvormig. Daarnaast zijn er twee verschillen met speciaal Yi. De voorpoot is zeer langwerpig, 30% langer dan de achterpoot. Het scheenbeen is korter dan het opperarmbeen.

### Skelet
De schedel is kort en hoog. Het fossiel toont weinig details van de kop die meer vage organische resten dan bot bewaart.
Ook de wervelkolom is slecht bewaard gebleven wat verergerd wordt door de splijting van plaat en tegenplaat. Er zijn zeker acht halswervels maar de conservering is onvoldoende om te bepalen waar de overgang naar de rug precies ligt. Het aantal halswervels werd als maximaal tien aangegeven. Er zijn zeker tien "vrije" staartwervels die niet goed in sectoren in te delen zijn. Het pygostyle lijkt vrij lang en dun maar is voornamelijk als holte bewaard op de hoofdplaat.
De voorpoot is lichtgebouwd en zeer langgerekt. Bovenarm plus onderarm minus hand zijn dertig procent langer dan bovenbeen plus onderbeen minus voet, een verhouding die hoger ligt dan bij andere Scansoriopterygidae of überhaupt de meeste theropoden op afgeleide vogels na. De bovenrand van het opperarmbeen is sterk bol terwijl die bij verwant Yi juist nogal plat is. De ellepijp is recht en korter dan het opperarmbeen. De dikte van de ellepijp ten opzichte van het spaakbeen is uitzonderlijk, zeker voor een scansoriopterygide maar ook voor een theropode in het algemeen.
In de schoudergordel is het ravenbeksbeen koert en het schouderblad recht met een vrij recht afgesneden verbreed uiteinde.
Bij de linkerarm loopt van het binnenste uiteinde van de ellepijp een langwerpig bot evenwijdig aan het lichaam en de derde vinger. Dit bot behoort niet tot de normale skeletelementen van dinosauriërs. Het lijkt op eden gelijksoortig bot dat bij Yi is aangetroffen: het is staafvormig, licht gebogen en naar achteren taps toelopend. De beschrijvers gebruikten voor het bot dezelfde aanduiding die bij Yi was toegepast: styliform element. Bij Ambopteryx is dit stiftvormig element korter dan het opperarmbeen, anders dan bij Yi.
In de hand is het derde middenhandsbeen langer dan het tweede middenhandsbeen en is de derde vinger veel langer dan de tweede vinger, zoals bij Scansoriopterygidae gebruikelijk. Het eerste kootje van de eerste vinger eindigt ter hoogte van het uiteinde van het tweede middenhandsbeen; bij Yi and Epidendrosaurus steekt het verder uit. De formule van de vingerkootjes is 2-3-4-0-0.
Bij het darmbeen loopt het achterblad niet simpelweg driehoekig naar achteren uit maar vernauwt zich plots tot een lage rechte plaat.
Dat het scheenbeen korter is dan het opperarmbeen, wijkt af van alle Pennaraptora buiten de vogels.

### Weke delen en verenkleed
Uitgebreide zones met organisch materiaal zijn bewaard. Rond de linkerhand, de rechterarm en de buik liggen grote continue lagen met een rimpelig oppervlak. Deze zijn ook bij Yi aangetroffen en werden geïnterpreteerd als resten van een vlieghuid of membraan van het brachiopatagium.
Dichte langwerpige veren liggen bij het hoofd, de nek en de schouders. De veren bij de nek zijn lang en liggen evenwijdig aan elkaar schuin naar achteren. Zeer lange veren lopen evenwijdig aan het linkeropperarmbeen. Zowel in de nekveren als in de vlieghuid zijn eumelanosomen aan getroffen, organellen die een zwarte kleur veroorzaken.
In de buikholte is een twintigtal kleine maagstenen of gastrolieten aanwezig. Gedeeltelijk daarmee overlappend, ten dele wat hoger, ligt een zone van organische resten waaronder stukjes bot, die geïnterpreteerd is als de laatste maaltijd van het dier.

## Fylogenie
Ambopteryx werd binnen de Maniraptora in de Scansoriopterygidae geplaatst als zustersoort van Yi.

## Levenswijze
Eerder werd wel gedacht dat de Scansoriopterygidae met hun lange vinger larven achter de bast van bomen peuterden. De vondst van een vlieghuid bij Ambopteryx bevestigt echter de alternatieve hypothese dat de vinger diende om een vlieghuid te ondersteunen. De maaginhoud en het geringe aantal gastralia duiden erop dat Ambopteryx een vleeseter was en geen zadeneter.
Bij scansoriopterygiden werd de vleugel verlengd door een rekking van de bovenarm en onderarm, niet van de middenhand als bij andere vliegende dinosauriërs waarbij de remiges primarii aan het tweede middenhandsbeen de belangrijkste voorstuwende kracht leveren. De vleugels van Amopteryx zijn zeker lang genoeg voor een zweefvlucht. Maar ze zouden volgens de beschrijvers ook gebruikt kunnen zijn als pronkorgaan of voor WAIR (wing-assisted incline running) het ondersteunen van een bestijging van een helling of boomstam.